# Nagia linteola
Nagia linteola là một loài bướm đêm trong họ Noctuidae.